# 최수진 (무용가)
최수진(1985년 8월 6일 ~)은 대한민국의 현대 무용가이다

## 학력
- 예원중학교 무용과 (졸업)
- 서울예술고등학교 무용과 (졸업)
- 한국예술종합학교 무용원 실기과 (졸업)